# Кордовский сельсовет
Кордовский сельсовет - сельское поселение в Курагинском районе Красноярского края.
Административный центр - село Кордово.

## Население
| 2010 | 2012  | 2013  | 2014  | 2015  | 2016  | 2017  |
| ---- | ----- | ----- | ----- | ----- | ----- | ----- |
| 1785 | ↘1783 | ↗1791 | ↘1757 | ↘1696 | ↘1691 | ↘1657 |

## Состав сельского поселения
В состав сельского поселения входят 7 населённых пунктов:
| № | Населённый пункт | Тип населённого пункта       | Население |
| - | ---------------- | ---------------------------- | --------- |
| 1 | Верхняя Мульга   | деревня                      | 38        |
| 2 | Журавлево        | посёлок                      | 662       |
| 3 | Каспа            | посёлок                      | 0         |
| 4 | Кордово          | село, административный центр | 1042      |
| 5 | Нижняя Мульга    | деревня                      | 0         |
| 6 | Тартазяк         | посёлок                      | 11        |
| 7 | Усть-Каспа       | посёлок                      | 32        |

## Местное самоуправление
Кордовский сельский Совет депутатов
Дата избрания: 14.09.2015. Срок полномочий: 5 лет. Количество депутатов:  10
Глава муниципального образования
- Кондратьев Вадим Леонидович. Дата избрания: 14.09.2015. Срок полномочий: 5 лет